# Oleksandr Jaroslawskyj

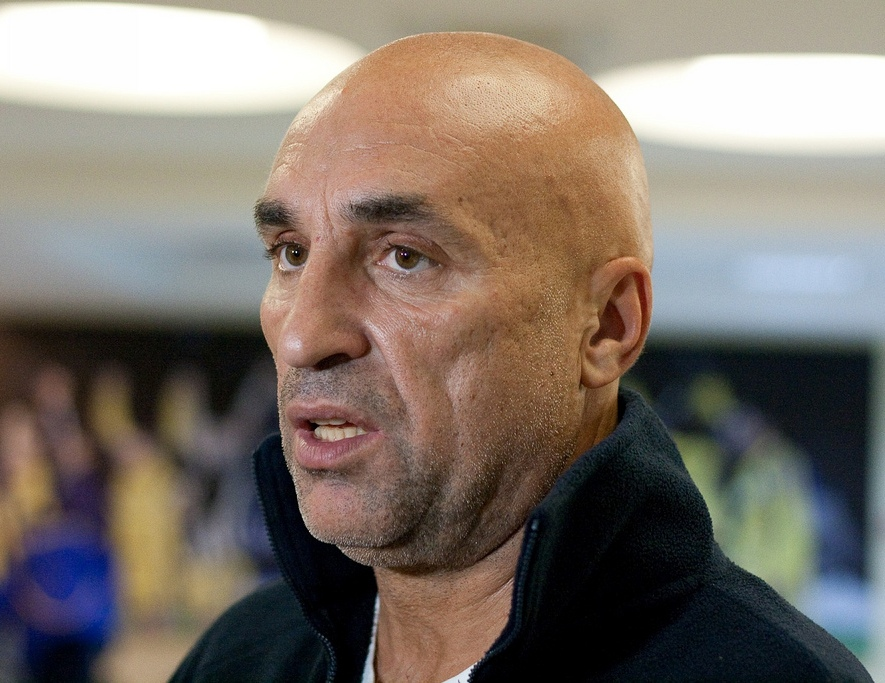
Oleksandr Wladilenowytsch Jaroslawskyj

Oleksandr Wladilenowytsch Jaroslawskyj (ukrainisch Олекса́ндр Владиле́нович Яросла́вьский; * 5. Dezember 1959 in Mariupol) ist ein ukrainischer Unternehmer, Mäzen und Sportfunktionär und gilt als einer der reichsten Männer der Ukraine.
Jaroslawskyj absolvierte eine Ausbildung zum Polizisten und war bis Anfang der 1990er Jahre in Charkiw als Polizei-Inspektor tätig. Nach der Unabhängigkeit der Ukraine im Jahr 1991 absolvierte er eine Business-Karriere und war zeitweise der Präsident der UkrSibBank, eine der größten ukrainischen Banken. Jaroslawskyj ist auch der Gründer und Haupteigentümer der Development Construction Holding (DCH), eines Mischkonzerns der im Finanzwesen und in der Baubranche tätig ist und zu dem auch Industriebetriebe sowie eine Reihe von Steinbrüchen gehören.
Von 2002 bis zum Jahr 2006 gehörte Jaroslawskyj der Werchowna Rada, dem ukrainischen Parlament an.
Jaroslawskyj war seit dem Jahr 2004 Präsident und Hauptsponsor des Fußballvereins Metalist Charkiw. Während seiner Präsidentschaft erreichte das Team zwischen 2007 und 2012 sechsmal hintereinander den dritten Rang der Premjer-Liha. Er finanzierte zum großen Teil den Umbau des Metalist-Stadions sowie des Flughafens der Stadt Charkiw. Diese Baumaßnahmen trugen maßgeblich dazu bei, dass in der Stadt drei Vorrundenspiele der Fußball-Europameisterschaft 2012 ausgetragen wurden. Im Dezember 2012 gab Jaroslawskyj bekannt, den Verein Metalist Charkiw an das Unternehmen GasUkraina verkauft zu haben.
Jaroslawskyj besitzt einen Doktorgrad der technischen Wissenschaften, er ist in dritter Ehe verheiratet und hat insgesamt vier Kinder. Im Jahr 2011 erstellte die polnische Journalistin Barbara Wlodarczyk über ihn den Dokumentarfilm Król Charkowa (deutsch: Der König von Charkiw).